# Lufeng, Chuxiong
Lufeng är ett härad i Chuxiong, en autonom prefektur för yifolket-folken i Yunnan-provinsen i sydvästra Kina. 